# Autoroute Hanoï-Haïphong
L'autoroute Hanoï-Haïphong (Đường cao toc Hà Nôi - Hải Phòng, sigle CT.04) est une autoroute située au Viêt Nam. 

## Présentation
L'autoroute est presque parallèle à la route nationale 5 et au chemin de fer Hanoï-Haïphong. 
L'autoroute est un couloir de fret majeur pour la région économique du nord du Vietnam ainsi que le couloir économique de Kunming-Hanoï-Haïphong. 
La construction de l'autoroute a commencé le 2 février 2009 et s'est terminée le 5 décembre 2015.
Cette route permet de rouler jusqu'à 120 km/h.
L'extrémité ouest de l'autoroute est au nord du pont Thanh Trì à Hanoï et l'extrémité Est à la digue Dinh Vu à Haïphong.

## Parcours
L'autoroute traverse les localités suivantes : 
- Hanoï (6 km) : Thạch Bàn (Long Biên), Trâu Quỳ, Đa Tốn, Kiêu Kỵ (district de Gia Lam)

- Province de Hưng Yên (26 km) : Cửu Cao, Long Hưng, Tân Tiến (district de Văn Giang), Hoàn Long, Yên Phú, Việt Cường, Minh Châu, Lý Thường Kiệt, Tân Việt (district de Yên Mỹ), Đào Dương, Tân Phúc, Bãi Sậy (district de Ân Thi)

- Province de Hải Dương (40 km) : Thái Dương, Thái Hòa, Thúc Kháng, Tân Hồng, Bình Minh, Thái Học, Nhân Quyền, Cổ Bì (district de Bình Giang), Yết Kiêu, Lê Lợi, thị trấn Gia Lộc, Gia Khánh, Hoàng Diệu (district de Gia Lộc), Ngọc Kỳ, Tái Sơn, Bình Lãng, Chí Minh (district de Tứ Kỳ), Thanh Hồng, Vĩnh Lập (district de Thanh Hà)

- Province de Haïphong (33 km) : Quang Trung, Quốc Tuấn, Tân Viên, Mỹ Đức, An Thái (district d'An Lão), Thuận Thiên, Hữu Bằng, Đại Đồng, Minh Tân (district de Kiến Thụy), Hòa Nghĩa, Hải Thành (district de Dương Kinh), Tràng Cát, Nam Hải, Đông Hải 2 (district de Hải An)